# أرثوبوكس
أرثوبوكس (بالإنجليزية: Orthopoxvirus) هو جنس من الفيروسات تتطفل على الفقاريات، بما في ذلك الثدييات والبشر، والمفصليات كمضيفات طبيعية. هناك 12 نوعًا في هذا الجنس. تشمل الأمراض المرتبطة بهذا الجنس: الجدري، وجدري البقر، وجدري الجمل، وجدري القرود.